# Auburn (Nebraska)
Auburn è un comune (city) degli Stati Uniti d'America ed è capoluogo della contea di Nemaha nello Stato del Nebraska. La popolazione era di 3,460 persone al censimento del 2010.

## Storia
Auburn è il risultato dell'incorporazione di due città. Calvert e Sheridan si fusero per formare Auburn nel 1882, in parte per avere il potere di voto di lottare per essere capoluogo di contea al posto di Brownville, un villaggio situato a nove miglia ad est. L'incorporazione ottenne successo, e nel 1883, Auburn è diventato capoluogo di contea. Prende questo nome dalla città di Auburn, nello Stato di New York.

## Geografia fisica
Auburn è situata a 40°23′18″N 95°50′32″W (40.388278, -95.842246).
Secondo lo United States Census Bureau, ha un'area totale di 2,18 miglia quadrate (5,65 km²).

## Società

### Evoluzione demografica
Secondo il censimento del 2010, c'erano 3,460 persone.

### Etnie e minoranze straniere
Secondo il censimento del 2010, la composizione etnica della città era formata dal 97,3% di bianchi, lo 0,5% di afroamericani, lo 0,2% di nativi americani, lo 0,7% di asiatici, lo 0,3% di altre razze, e l'1,0% di due o più etnie. Ispanici o latinos di qualunque razza erano l'1,9% della popolazione.